# DCE/RPC
DCE/RPC，名稱來自分散式運算環境/遠端呼叫系統（英語：Distributed Computing Environment / Remote Procedure Calls）的縮寫，是分散式運算環境（DCE）發展出來的遠端程序呼叫（RPC）。這套系統可以讓分散式運算軟體能夠調用遠端系統的資源。這個系統的開發，最早來自於開放軟體基金會的贊助與支持，在1990年代初期，在分散式運算環境（DCE）下被開發出來。